# Bastholm, Danmark
Bastholm är en ö i Danmark.   Den ligger i Region Syddanmark, i den södra delen av landet, 180 km väster om Köpenhamn.
Ön ingår i naturreservatet Bastholm vildtreservat som är ett skyddsområde för häckande sjöfågel.